# 名和町 (東海市)
名和町（なわまち）は、愛知県東海市の町名。現行行政地名は名和町（小字区域）および名和町1丁目から3丁目。郵便番号は476-0002（集配局：東海北郵便局）。

## 地理
東海市の北端に位置し、東は名古屋市緑区大高町・大府市共和町、西は南柴田町・浅山、南は荒尾町に接する。
北端には天白川があり、南部は丘となっている。

### 河川
- 天白川
- 土留木川

### 池
- 新池
- 大廻間池
- 前後池

### 山
- 氷上山
- 取手山
- 太狭山

### 小字
- 秋葉（あきば）
- 荒尾堺（あらおざかい）
- 池末（いけずえ）
- 池西（いけにし）
- 池東（いけひがし）
- 石田（いしだ）
- 石塚（いしづか）
- 一ノ井神（いちのいがみ）
- 一ノ下（いちのしも）
- 一番畑（いちばんばた）
- 一番割上（いちばんわりかみ）
- 一番割下（いちばんわりしも）
- 一番割中（いちばんわりなか）
- 一枚畑（いちまいばた）
- 一本木（いっぽんぎ）
- 姥ケ懐（うばがふところ）
- 榎戸（えのきど）
- 大根（おおね）
- 岡廻間（おかはざま）
- 岡前（おかまえ）
- 奥油田（おくあぶらでん）
- 奥小松揃（おくこまつぞろい）
- 奥前後（おくぜんご）
- 奥平地（おくひらち）
- 奥平戸（おくひらと）
- 奥山之田（おくやまのた）
- 欠下（かけした）
- 欠ノ脇（かけのわき）
- 上大廻間（かみおおはざま）
- 上首羅（かみくびら）
- 関東山（かんとうやま）
- 北池上（きたいけがみ）
- 北埋田（きたうめだ）
- 北玄蕃（きたげんば）
- 北小倉（きたこぐら）
- 北神田（きたじんでん）
- 北寺廻間（きたてらはざま）
- 北之山（きたのやま）
- 北本郷（きたほんごう）
- 北三ケ月（きたみかづき）
- 北三宅山（きたみやけやま）
- 北向イ山（きたむかいやま）
- 北脇（きたわき）
- 北蕨（きたわらび）
- 狐廻間（きつねはざま）
- 切戸（きりと）
- 口小松揃（くちこまつぞろい）
- 口前後（くちぜんご）
- 口平地（くちひらち）
- 五ノ横物（ごのよこもの）
- 五番割（ごばんわり）
- 座頭ケ峰（ざとうがみね）
- 三番割上（さんばんわりかみ）
- 三番割下（さんばんわりしも）
- 三番割中（さんばんわりなか）
- 汐田西（しおだにし）
- 汐田東（しおだひがし）
- 茂り（しげり）
- 寺徳（じとく）
- 下大廻間（しもおおはざま）
- 下新屋敷（しもしんやしき）
- 蛇骨（じゃこつ）
- 蛇骨山（じゃこつやま）
- 女郎田（じょろた）
- 城谷（しろたに）
- 神明（しんめい）
- 新屋敷（しんやしき）
- 砂崎（すざき）
- 涼戸（すずみど）
- 石谷（せきや）
- 背戸田（せとだ）
- 前郷（ぜんごう）
- 膳棚（ぜんだな）
- 高ノ宮前（たかのみやまえ）
- 太佐山（たざやま）
- 長生（ちょうはえ）
- 塚森（つかもり）
- 出崎（でさき）
- 天王前（てんのうまえ）
- 戸石（といし）
- 戸石東（といしひがし）
- 堂ノ前（どうのまえ）
- トゝメキ（とどめき）
- 寅新田（とらしんでん）
- 中埋田（なかうめだ）
- 中大廻間（なかおおはざま）
- 中首羅（なかくびら）
- 中小松揃（なかこまつぞろい）
- 中前後（なかぜんご）
- 中平地（なかひらち）
- 中屋敷（なかやしき）
- 濁池（にごりいけ）
- 二三ノ井上（にさんのいかみ）
- 西垣内（にしかきうち）
- 西前郷（にしぜんごう）
- 西高根（にしたかね）
- 西中嶺（にしなかみね）
- 西三宅山（にしみやけやま）
- 西萌山（にしもやま）
- 二反表（にたんおもて）
- 二番割上（にばんわりかみ）
- 二番割下（にばんわりしも）
- 二番割中（にばんわりなか）
- 寝覚（ねざめ）
- 後酉（のちどり）
- 墓根山（はかねやま）
- 蓮池（はすいけ）
- 八幡東（はちまんひがし）
- 八幡前（はちまんまえ）
- 浜須賀（はますか）
- 半六坊（はんろくぼう）
- 東垣内（ひがしかいと）
- 東岨（ひがしそわ）
- 東田（ひがしだ）
- 東高根（ひがしたかね）
- 東中嶺（ひがしなかみね）
- 東三宅山（ひがしみやけやま）
- 東萌山（ひがしもやま）
- 日向根（ひなたね）
- 平子（ひらこ）
- 平戸口（ひらとぐち）
- 平松（ひらまつ）
- 平山（ひらやま）
- 吹付（ふきつけ）
- 船津（ふなつ）
- 法秀（ほうしゅう）
- 細田（ほそだ）
- 細田廻間（ほそだはざま）
- 馬坂（まざか）
- 三ケ月外（みかづきそと）
- 水田（みずた）
- 三ツ屋（みつや）
- 南池上（みなみいけがみ）
- 南埋田（みなみうめだ）
- 南玄蕃（みなみげんば）
- 南小倉（みなみこぐら）
- 南神田（みなみじんでん）
- 南寺廻間（みなみてらはざま）
- 南之山（みなみのやま）
- 南廻間（みなみはざま）
- 南本郷（みなみほんごう）
- 南三ケ月（みなみみかづき）
- 南三宅山（みなみみやけやま）
- 南蕨（みなみわらび）
- 向イ（むかい）
- 向田（むかいだ）
- 向廻間（むかいはざま）
- 向イ山（むかいやま）
- 森ノ上（もりのかみ）
- 焼山（やけやま）
- 家下（やした）
- 山神戸（やまかみど）
- 山ノ田（やまのた）
- 山畑（やまはた）
- 山東（やまひがし）
- 横道（よこみち）
- 寄山（よりやま）
- 四ノ下（よんのしも）
- 四番割（よんばんわり）
- 龍ノ脇（りゅうのわき）
- 緑陽台（りょくようだい）
- 六反歩（ろくたんぶ）
- 蕨山（わらびやま）

## 歴史
知多郡名和村を前身とする。

### 町名の由来
『尾張国地名考』では波沫（なみあわ）が約まったとする説を取り上げている。また、かつて縄郷と称していたことからともされる。

### 沿革
- 1878年（明治11年） - 名和村が浅山新田・名和前新田を合併する[8]。
- 1889年（明治22年）10月1日 - 町村制施行に伴い、名和村と南柴田新田が合併し、名和村が成立する。それまでの名和村の区域が名和村大字名和となる[8]。
- 1906年（明治39年）9月1日 - 合併により、上野村大字名和となる[8]。
- 1940年（昭和15年）2月11日 - 町制施行により、上野町大字名和となる[8]。
- 1965年（昭和40年）4月29日 - 一部を名古屋市緑区大高町へ編入する[9]。
- 1967年（昭和42年）12月1日 - 上野町と名古屋市の境界が変更される[10]。名古屋市に編入された部分は緑区大字名和となる[9]。
- 1968年（昭和43年）8月29日 - 緑区大字名和の全域を同区大高町へ編入[9]。
- 1969年（昭和44年）
  - 4月1日 - 合併により、東海市名和町となる[11][8]。
  - 8月 - 一部が新宝町となる[8]。

## 世帯数と人口
2021年（令和3年）11月1日現在の世帯数と人口は以下の通りである。
| 町丁   | 世帯数    | 人口     |
| ------ | --------- | -------- |
| 名和町 | 9,272世帯 | 20,918人 |

## 学区
市立小・中学校に通う場合、学区は以下の通りとなる。
| 番地                 | 小学校             | 中学校             | 高等学校普通科 |
| -------------------- | ------------------ | ------------------ | -------------- |
| 一部（南柴田町含む） | 東海市立緑陽小学校 | 東海市立名和中学校 | 尾張学区       |
| 一部                 | 東海市立名和小学校 | 東海市立名和中学校 | 尾張学区       |
| 一部                 | 東海市立名和小学校 | 東海市立上野中学校 | 尾張学区       |
| 一部（荒尾町堺）     | 東海市立平洲小学校 | 東海市立上野中学校 | 尾張学区       |

## 交通

### 鉄道
- 名古屋鉄道常滑線
  - TA06 名和駅

### バス
らんらんバス北ルート

### 道路

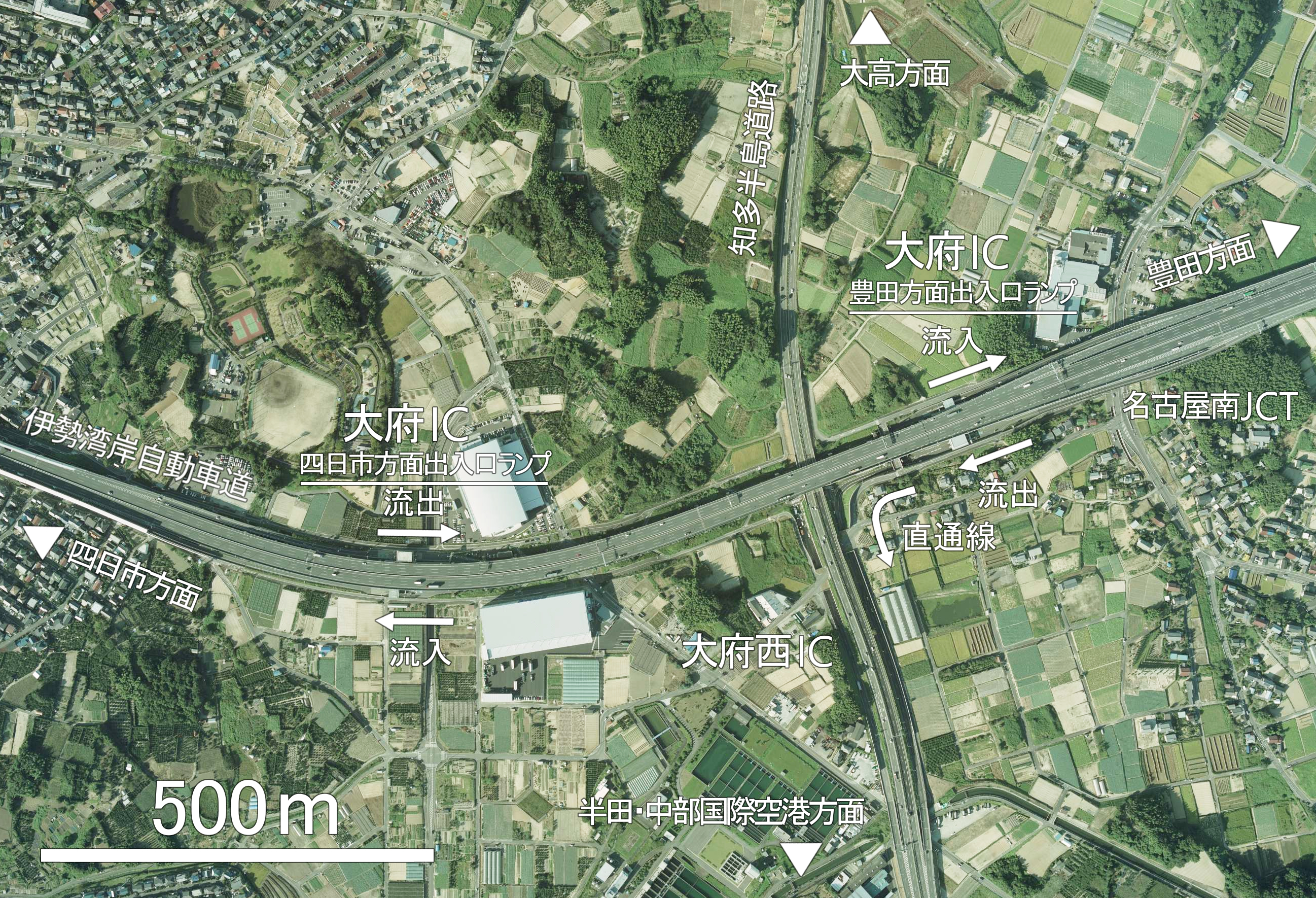
大府IC付近の航空写真（国土地理院 地図・空中写真閲覧サービスの空中写真）

- 伊勢湾岸自動車道大府IC（四日市JCT方面）
- 国道247号
- 国道302号
- 愛知県道55号名古屋半田線
- 愛知県道59号名古屋中環状線
- 愛知県道248号名和大府線

## 施設
- 東海市立名和小学校[5]
- 東海市立緑陽小学校[5]
- 東海市立名和中学校[5]
- 東海市立上野中学校[5]
- 東海市立一番畑保育園
- フィール新名和店
- MEGAドン・キホーテ東海名和店
- バロー名和店
- ラ・ムー東海名和店
- 東海名和郵便局
- あいち銀行名和支店・荒尾支店
- 半田信用金庫名和支店
- 碧海信用金庫東海北支店
- JAあいち知多名和支店
- NTT西日本上野町ビル
- 平地公園
- 緑陽公園
- 船津神社[5]
- 長光寺[5]
- 妙法寺[5]
- 薬師寺[5]
- 庚申寺[5]